# Гибер фон Грейфенфельс, Аполлон Адольфович
Аполлон Адольфович Гибер фон Грейфенфельс (31 мая 1887 — 5 ноября 1920) — военный деятель, ротмистр, спортсмен времён Российской империи. Участник летних Олимпийских игр 1912 года в Стокгольме. Участник Первой мировой войны. Участник белого движения.

## Биография
Родился в Киеве 31 мая 1887 года. Окончил Херсонское реальное училище. Поступил в Тверское кавалерийское училище.
В составе спортивной делегации Российской империи участвовал в Олимпийских играх 1912 года. Соревновался в индивидуальном турнире по фехтованию на сабле, дошёл до полуфинала, где занял четвёртое место. В командных соревнованиях занял девятое место.
В качестве командира эскадрона 7-го драгунского Кинбурнского полка участвовал в Первой мировой войне. 07.05.1915 ранен в левую ногу. 17.06.1916 повторно ранен. Штабс-ротмистр.
После Октябрьской социалистической революции воевал в белых войсках Северного фронта. 20.07.1919 прибыл на службу в войска Северной области из лагеря в Нью-Маркете (Англия). На 20.01.1920 в Штабе Командующего войсками Пинежско-Мезенского района.
20 октября 1920 года арестован Архангельским губЧК за хранение контрреволюционной литературы. Расстрелян 5 ноября 1920 года. Реабилитирован 12 мая 1992 года.

## Награды[1]
- Орден Святой Анны 4-й степени с надписью «за храбрость» - 02.01.1915.
- Орден Святого Станислава 3-й степени с мечами и бантом - 02.04.1915.
- Орден Святой Анны 3-й степени с мечами и бантом - 23.05.1915.
- Орден Святого Станислава 2-й степени с мечами - 23.05.1915.
- Орден Святой Анны 2-й степени с мечами - 30.11.1916.

## Семья
Жена Ольга Александровна (Шульц), дети: Николай (1914 г. р.), Владимир (1916 г. р.), Ирина (1918 г. р.) — родилась в Житомире.